# Turro (Milano)
Turro (Turr in dialetto locale, AFI: [ˈtyr]) è un quartiere  di Milano situato nella zona nord-orientale della città, compreso nel Municipio 2 e nel NIL n. 19 "Padova - Turro - Crescenzago".  

Costituì fino al 1918 un comune autonomo compreso fra Gorla Primo a nord, Crescenzago ad est, i Corpi Santi a sud, e Greco Milanese ad ovest.

## Storia

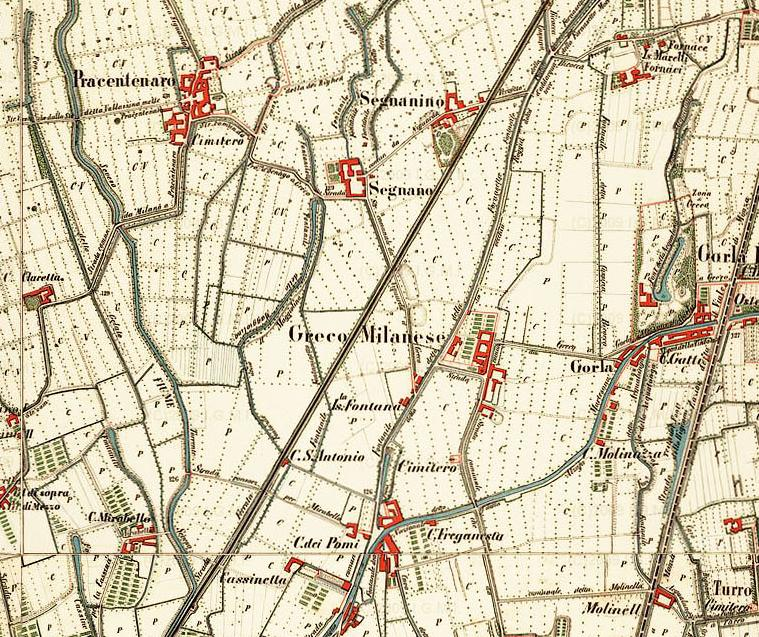
Il nucleo storico di Turro (in basso a destra), nella Carta di Manovra dell'IGM del 1878.

Le prime notizie certe dell'abitato risalgono al 1489. Vi è menzione però su carte risalenti al primo millennio di un luogo chiamato "Tauris Turris", Torre del Toro, alle porte di Milano nel 950. Probabilmente si tratta del primo insediamento che portò alla formazione di Turro. Come indica il nome, è probabile che in origine vi fosse una torre di difesa o di avvistamento, attorno alla quale costruirono delle case che col tempo costituirono il primo nucleo del villaggio.
Registrato agli atti del 1751 come un villaggio di 220 abitanti, Turro subì col tempo la concorrenza dei paesi vicini, tanto che nel pieno dell'età napoleonica nel 1805, la popolazione era scesa a 160 unità. Il 9 febbraio 1808, insieme con altri 34 comuni, Turro venne aggregato a Milano, ma tale unione non durò a lungo; con la fondazione del Regno Lombardo-Veneto recuperò l'autonomia dal capoluogo con notificazione del 12 febbraio 1816.
Nel 1848 gli austriaci, dopo le Cinque giornate di Milano, abbandonarono la città, e a Turro in piazza del Governo Provvisorio, in una ex-casa dell'Ospedale Maggiore di Milano, si riunirono i membri del governo provvisorio della Lombardia. Tra questi vi erano Luigi Anelli, Giuseppe Durini, Cesare Correnti e Gabrio Casati, che da podestà sotto gli invasori divenne presidente del governo provvisorio. Nel 1853 l'abitato contava 285 abitanti, mentre nel 1861 Turro ne aveva 319. Nel 1864 il comune assunse il nome di Turro Milanese. Svariate blasonate famiglie milanesi possedevano a Turro tenute o terreni. Tra le più importanti vi erano i Melzi, i Dal Verme, i Brivio, i Visconti, i Parravicini.
Agli inizi del XX secolo si insediarono nel territorio comunale diverse industrie. Turro conobbe un forte incremento demografico, favorito dalla vicinanza al capoluogo, passando dai 555 abitanti del 1901 ai 7883 del 1911. Il comune fu aggregato a Milano nel 1918 in piena guerra con decreto luogotenenziale 31 gennaio 1918, n°209: il municipio si trovava infatti in posizione di totale debolezza, essendo commissariato da tre anni per la repentina crisi dell'amministrazione eletta nel 1914, e nell'impossibilità di procedere a nuove elezioni per lo stato bellico, si preferì concedere il comune al sindaco di Milano anziché continuare con una lunghissima gestione emergenziale.
A partire dagli anni venti Turro venne sempre più inglobato a Milano fino a diventarne un quartiere periferico. Dell'antico carattere rurale rimanevano solo dei corsi d'acqua come l'Alta Veggia. Turro diventò un'area industriale e serbatoio di manodopera per le grandi industrie e la costruzione e il funzionamento della vicina Stazione Centrale. Proprio questa immensa opera, con ponti per i binari, ricoveri per i treni e arcate ferroviarie, diede un forte cambiamento alla fisionomia di Turro e degli altri borghi ormai diventati parte del comune milanese. La sua popolazione in quegli anni crebbe sino a toccare le 20000 unità. Il quartiere mantiene questa peculiarità fino agli anni ottanta, quando le aree industriali si trasformano in zone residenziali e dedicate all'attività del settore terziario.

## Una storia d'acque

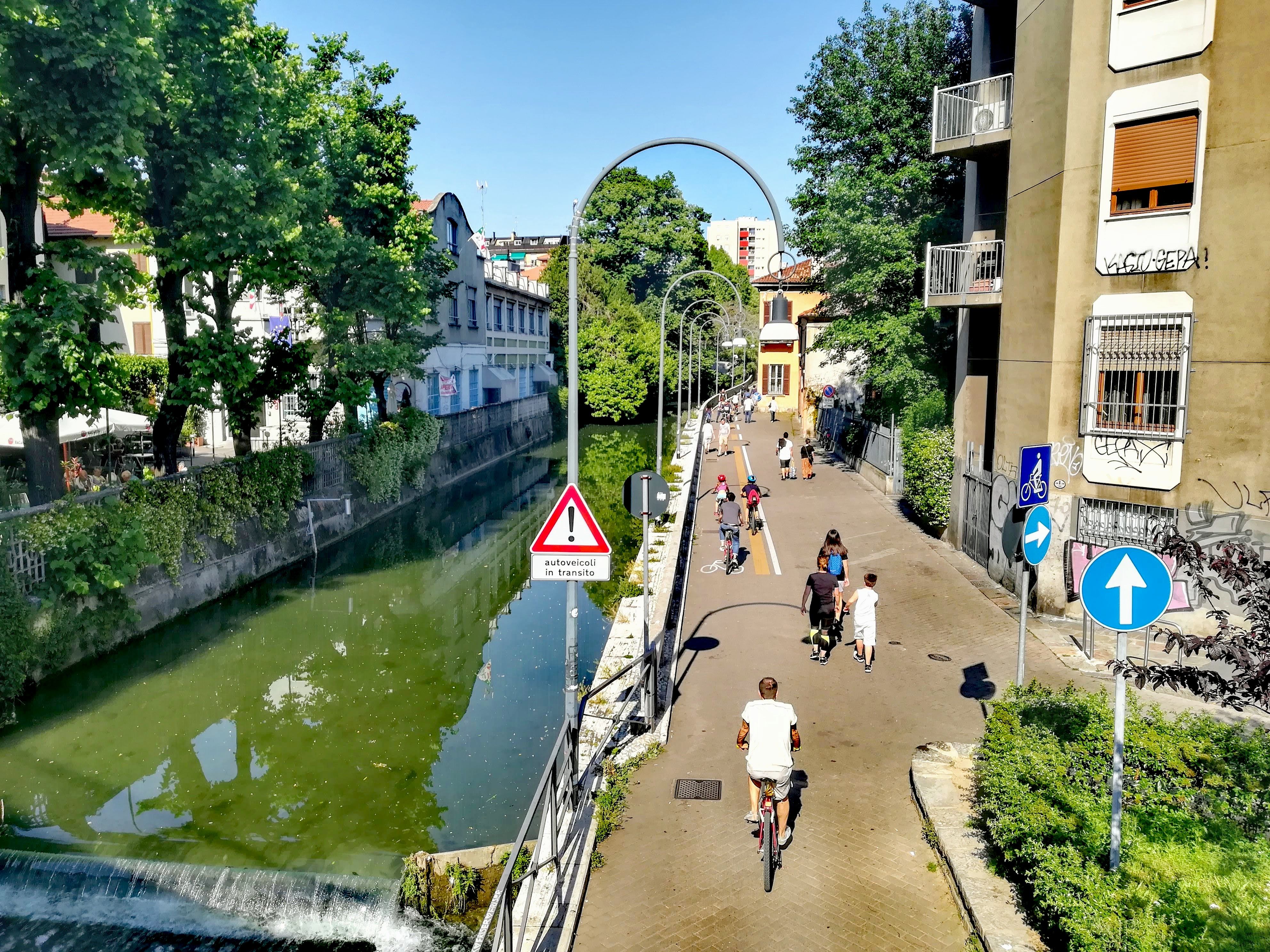
Il Naviglio della Martesana nei pressi di Turro.

Turro era anticamente percorso da un sistema di rogge e canali che prendendo acqua dal Naviglio Martesana, disegnavano percorsi fin verso il centro della città. Questo sistema di rogge era molto importante per l'economia agricola degli antichi borghi, nel contesto di una "città d'acqua" quale fu Milano fino agli ultimi decenni dell'Ottocento. La roggia Acqualunga, nasceva poco sopra il Naviglio Martesana e giungeva a lambire i giardini di Porta Venezia, continuando poi verso sud.

## Monumenti e luoghi d'interesse

### Architetture religiose
Santa Maria AssuntaLa parrocchia di Santa Maria Assunta in Turro è tra le più antiche parrocchie costruite fuori dalle mura della vecchia Milano.
Sull'area dell'antica chiesa, costruita circa nel 1590, vi è ora quella moderna, la cui posa della prima pietra è databile intorno al 1805. Il primo di agosto del 1886 fu consacrata, sebbene non ancora terminata.
La facciata, rinnovata nel 1926 in stile neoclassico, presenta tre navate sorrette da colonne. Nel 1888 il pittore svizzero Carmine eseguì alcune decorazioni che furono completate nel 1908 da Cesaro Maroni con gli affreschi dell'abside e della cupola.
Nel 1927 furono eseguiti altri lavori di abbellimento tra i quali il rammodernamento della cappella della Madonna di Caravaggio, affrescata da Emilio Tornaghi. Un radicale ampliamento del sacro edificio è stato curato da Ottavio Cabiati nel 1952 arretrando l'abside.
La chiesa possiede un pregevole crocefisso in legno ed un prezioso stendardo del Seicento con fini ricami d'oro.
Adiacente alla Chiesa, su quella che era la vecchia area del cimitero, sorgeva l'Oratorio, spostato e quindi ricostruito totalmente alla sinistra dell'edificio ecclesiastico. Nel settembre 2010, si conclude per volere del nuovo parroco la costruzione di una cappellina adiacente alla chiesa, dedicata a San Giuseppe lavoratore, nei locali dell'ex bar del vecchio oratorio.

### Collegi
Collegio Paolo VI
Si è sviluppato all'interno dell'Opera Salesiana San Domenico Savio e accoglie studenti universitari.

### Aree naturali

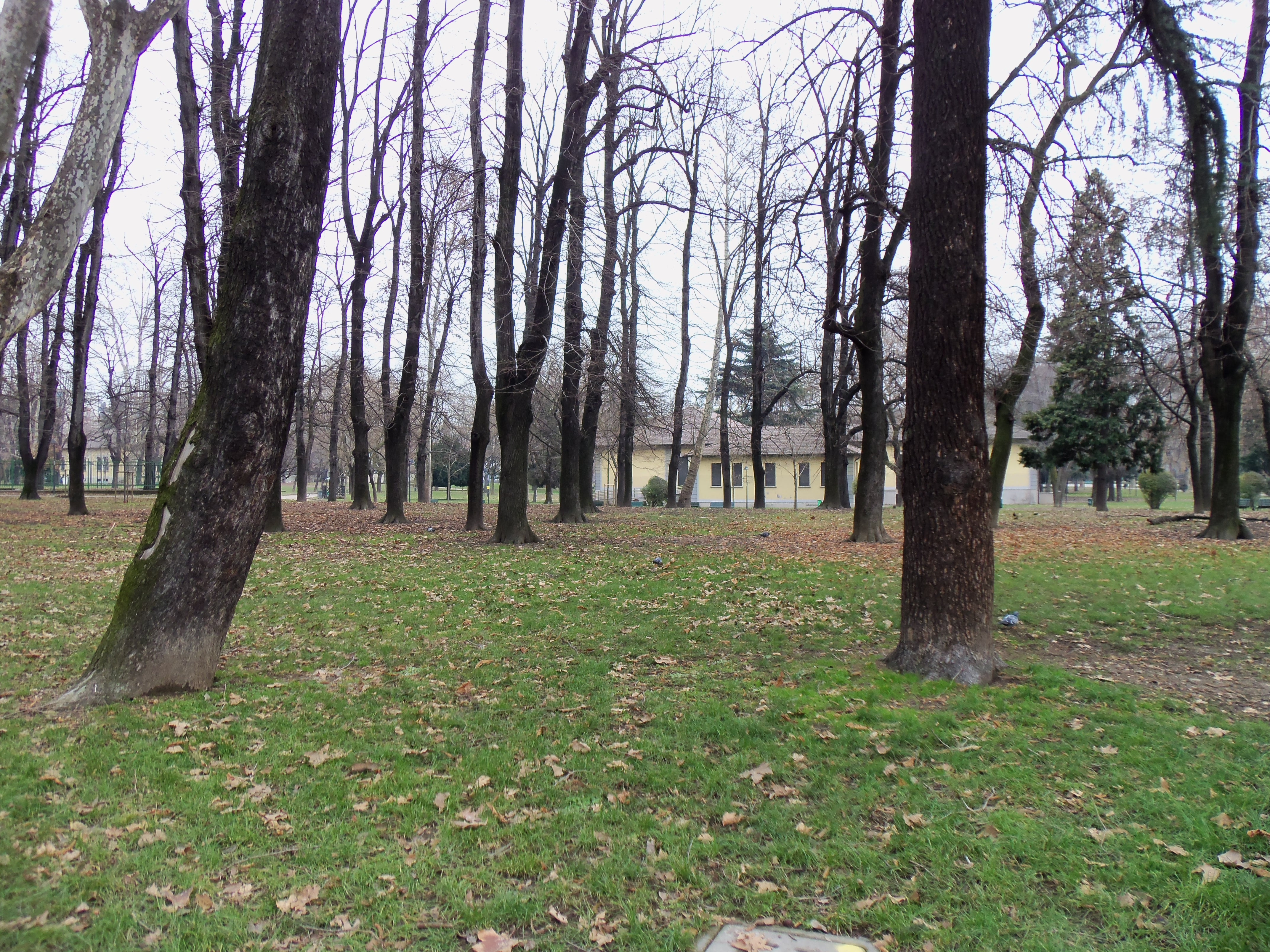
Parco Trotter

Parco MartesanaIl Parco Martiri della Libertà Iracheni Vittime del Terrorismo, comunemente noto come Parco Martesana, è il parco che si affaccia sulla riva sud del Naviglio Martesana. È un'area di circa 12 ettari istituita a parco nel 1978. È costeggiato dalla pista ciclabile che dall'Adda, attraversando vari comuni dell'hinterland giunge nel cuore di Milano, al Parco Sempione. Vi è un anfiteatro all'aperto.

## Infrastrutture e trasporti
- Linea M1: stazione di Turro

Il quartiere di Turro è attraversato, da sud-ovest a nord-est dalla Via Padova. È lambito a ovest, per una piccola tratta, dal Viale Monza ed è lambito a sud dalla Via Leoncavallo.
Nel quartiere è presente una stazione della linea M1 della metropolitana di Milano, Turro, che si trova lungo il confine tra il quartiere e Gorla. Turro è attraversato dalla cintura ferroviaria di Milano.
Varie linee di autobus, gestite da ATM, collegano Turro ai quartieri limitrofi e al centro di Milano. In passato, Turro era interessato al passaggio della linea tranviaria Milano-Monza, smantellata negli anni sessanta a seguito dell'apertura della M1, e dalla Milano-Vimercate e le linee celeri dell'Adda, smantellate con l'apertura della M2.
Turro potrebbe essere servito, in un eventuale futuro, da una stazione ferroviaria della cintura ferroviaria. Il Piano Urbano della Mobilità Sostenibile (PUMS) del 2015, presentato dal comune di Milano, infatti, accarezzava l'ipotesi della costruzione di nuove stazioni ferroviarie lungo la cintura ferroviaria, tra cui una, appunto, a Turro, presso Via Padova.